# Маніно (Калачіївський район)
Маніно (рос. Манино) — село Калачіївського району Воронізької області. Адміністративний центр Манінського сільського поселення.
Населення становить 2409 осіб за переписом 2010 року, (1073 чоловічої статі та 1336 — жіночої), 
2737 осіб 2005 року.

## Географія
Село Манино знаходиться на Калачської височині на сході Калачіївском району і межує з Волгоградською областю. Площа села 21 505 га. Максимальна висота 225 м над рівнем моря. В низині протікає річка Манина.
Розташоване між двома крейдяними горами: Висла зі сходу і Лиса із заходу, віддалені одна від одної на 3 км, а між ними - рівна долина, схожа на трикутник. Площа цієї долини приблизно 10 км². Село багате покладами крейди, глини і піску.

## Історія
Село засноване в 40-ті роки XVIII століття, українськими козаками Острогозького слобідського (черкаського) козацького полку,як слобода Манина. Спочатку слобода належала до Калачіївської сотні Острогозького полку. За наказом Катерини Другої, в 1765 році, слідом за Гетьманщиною, козацьке адміністративне самоврядування Слобідської України було також ліквідовано, після чого слобода увійшла до Міловського комісарства Острогозької провінції Слобідської України. З 1779 року в Богучарський повіті Воронезького намісництва.
За даними 1859 року у казенній слободі Богучарського повіту Воронізької губернії мешкало 4976 осіб (2383 чоловічої статі та 2593 — жіночої), налічувалось 656 дворових господарств, існувала православна церква.
Станом на 1886 рік у колишній державній слободі, центрі Манінської волості мешкало 6389 осіб, налічувалось 895 дворових господарств, існували 2 православні церкви, 2 поштові станції, аптека, 7 лавок, 2 шкіряних заводи, 70 вітряних млинів, відбувалось 6 ярмарків на рік.
За переписом 1897 року кількість мешканців зросла до 6495 осіб (3305 чоловічої статі та 3190 — жіночої), з яких 6491 — православної віри.
За даними 1900 року у слободі мешкало 6819 осіб (3671 чоловічої статі та 3148 — жіночої) переважно українського населення, налічувалось 1082 дворових господарств.